# 羅真人
羅真人（らしんじん）は、中国の小説で四大奇書の一つである『水滸伝』の登場人物。道士でその術は仙人の域にあり、天機を知る人知を超越した存在。百八星の一人である公孫勝の道士としての師。

## 生涯
薊州の二仙山に住む老道士。弟子である公孫勝に道術・仙術を授けた。公孫勝は晁蓋らとともに生辰綱を奪取して梁山泊入りしていたが、公孫勝は母に会うためにと言って梁山泊を離れ、そのまま二仙山の羅真人のもとへ戻って修行をしていた。
後に柴進が高廉によって捕らえられたときに梁山泊は軍勢でもって救出に向かうが、高廉の操る妖術によってさんざんに苦しめられた。そこで梁山泊は公孫勝を呼び寄せて高廉に対抗しようと考え、迎えの使者として戴宗・李逵を二仙山へ向かわせた。
公孫勝は再度下山して梁山泊に協力することを決意するが、羅真人は公孫勝が再び俗世に関わることを憂慮し、下山を許さなかった。それに腹を立てた李逵は夜中に羅真人を襲おうとしたが、羅真人はこれを見破って逆に仙術で李逵を懲らしめた。しかし梁山泊の志に感じるところのあった羅真人は「李逵に免じて」公孫勝に下山を許し、高廉の術に対抗すべく「五雷天罡の正法」という秘術を授けてやる。結果公孫勝は見事に高廉を破ることになる。
しかし羅真人には梁山泊の末路が見えていたために弟子としての公孫勝が諦めきれず、公孫勝に梁山泊を離れる時を示唆したり、宋江に機をみて公孫勝を二仙山に戻す約束をさせるなどしていた。そして方臘討伐を前にして公孫勝は梁山泊を抜けて修行の道に戻った。さらに梁山泊壊滅後は朱武・樊瑞・喬道清・馬霊らも羅真人の弟子となった。
続編の『水滸後伝』では、既に他界していた。